# Szent János-társkatedrális
A Szent János-társkatedrális (máltai nyelven: Kon-Katidral ta’ San Ġwann) Málta legnagyobb és leghíresebb temploma, egyben a római katolikus egyház egyik leghíresebb barokk székesegyháza, a világörökségi Valletta főváros központjában. A máltai lovagrend akkori nagymestere, Jean de la Cassière rendelte el a megépítését 1572-ben, miután 1565-ben sikerült megvédeni a szigetet a törökök inváziójától. Tervezője és fő építésze Ġlormu Cassar volt, aki az akkor újonnan épített főváros számos más fontos épületét is megalkotta. Az építkezés mindössze fél évtizedet vett igénybe. A templomot ma a világ egyik legszebb barokk katedrálisának tartják.

## Épülete
A templom a helyi, építkezésre kiválóan alkalmas mészkőből épült, akárcsak a város legtöbb más épülete és erődítménye. A harcos lovagrend hagyományainak megfelelően és különösen a néhány évvel korábbi török ostrom hatására a 65 méter hosszú és 40 méter széles templom kívülről egy erődítmény vonásait viseli magán, belül viszont rendkívül gazdag díszítésű. Egyetlen hajója 20 méter széles, két oldalt a lovagrend különböző „nyelveihez” tartozó közösségek kápolnái helyezkednek el.
A márványpadlózat teljes egészében sírok sorozata is, a lovagrend körülbelül 375 lovagja és tisztje nyugszik itt. A kriptában helyezkednek el számos nagymester emlékművei, köztük Philippe de Villiers de L’Isle-Adam, Claude de la Sengle, Jean Parisot de La Valette, Alof de Wignacourt sírja.

## Műalkotások
A belső díszítő munka nagyrészt a calabriai Mattia Preti nevéhez fűződik, aki maga is lovag volt. Ő tervezte a bonyolult falrendszert, ő festette a boltozatot díszítő freskókat és az oldalkápolnák oltárképeit.
A templom leghíresebb, legértékesebb önálló műkincse Caravaggio alkotása, a Keresztelő Szent János lefejezése című festmény.

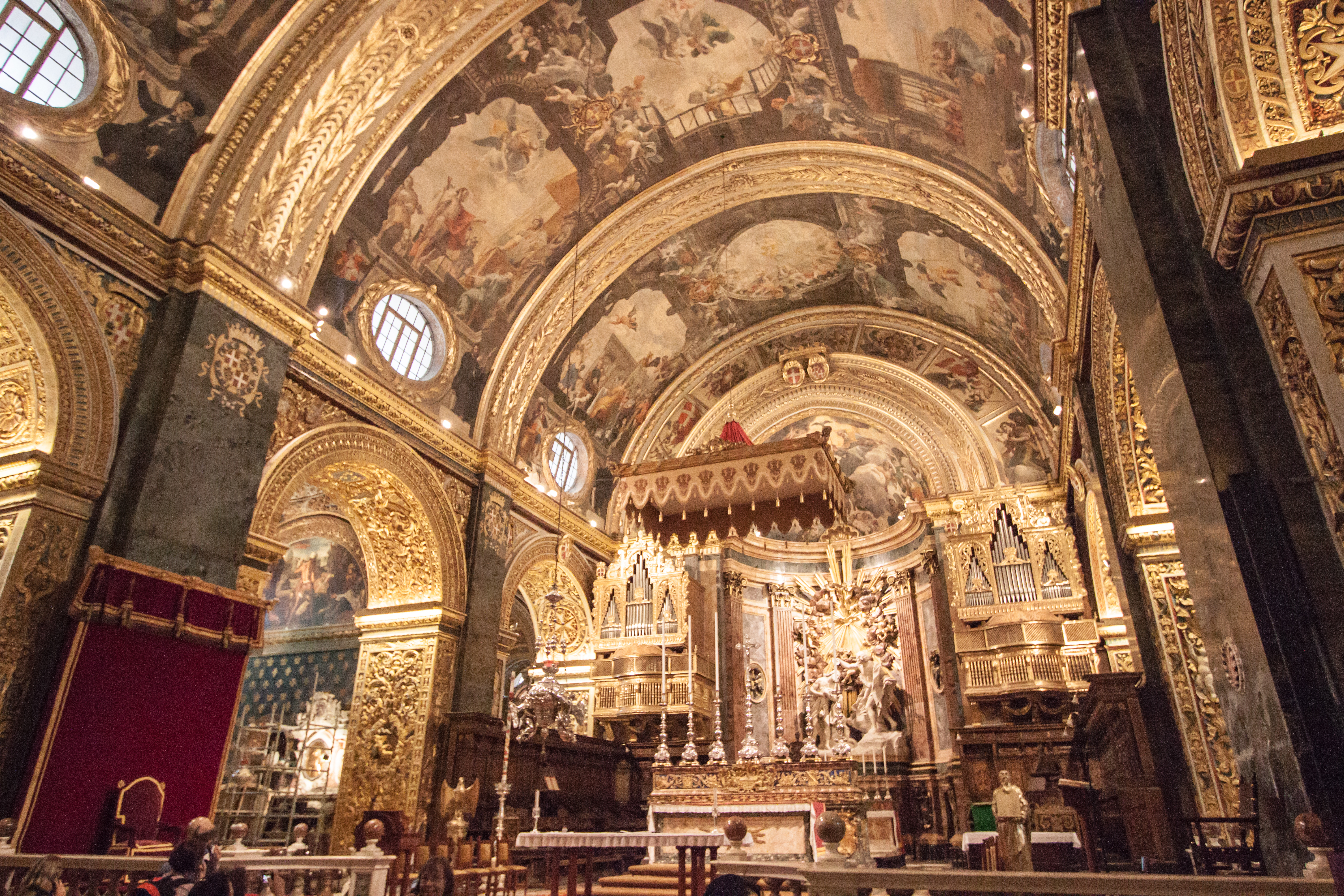
A templom főoltára és környezete
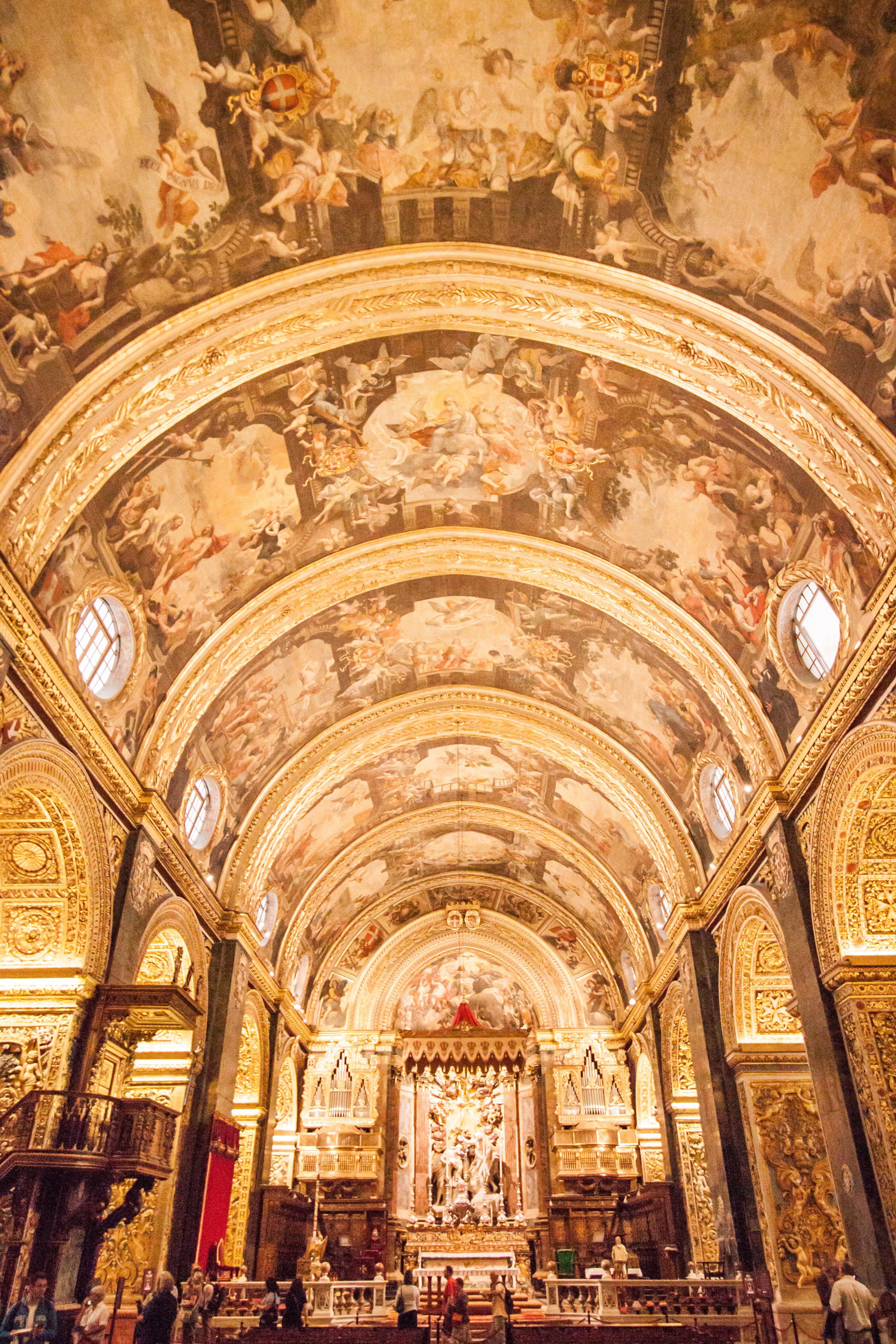
A díszes mennyezet az oltár felé tekintve
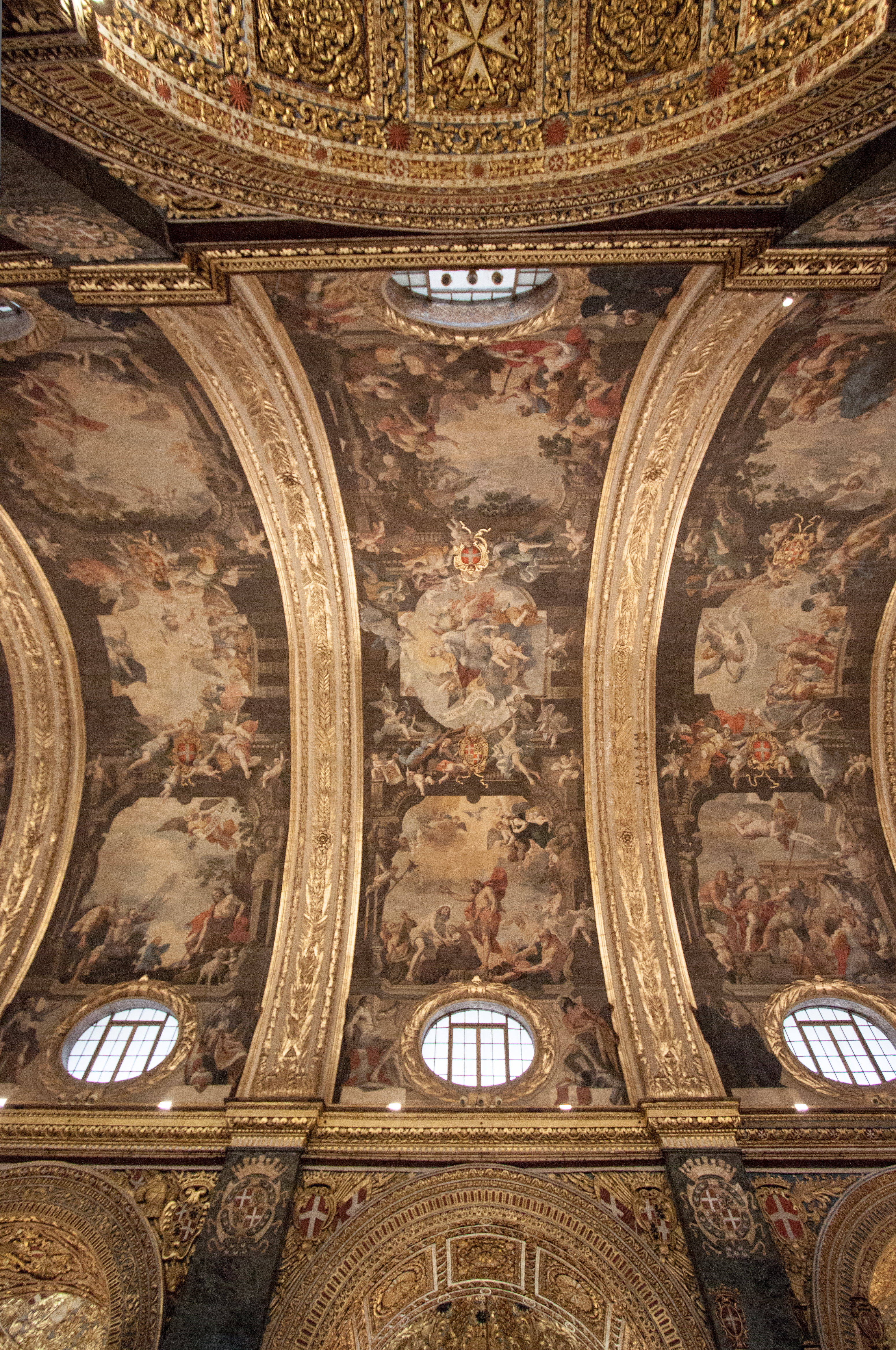
A mennyezet központi részlete
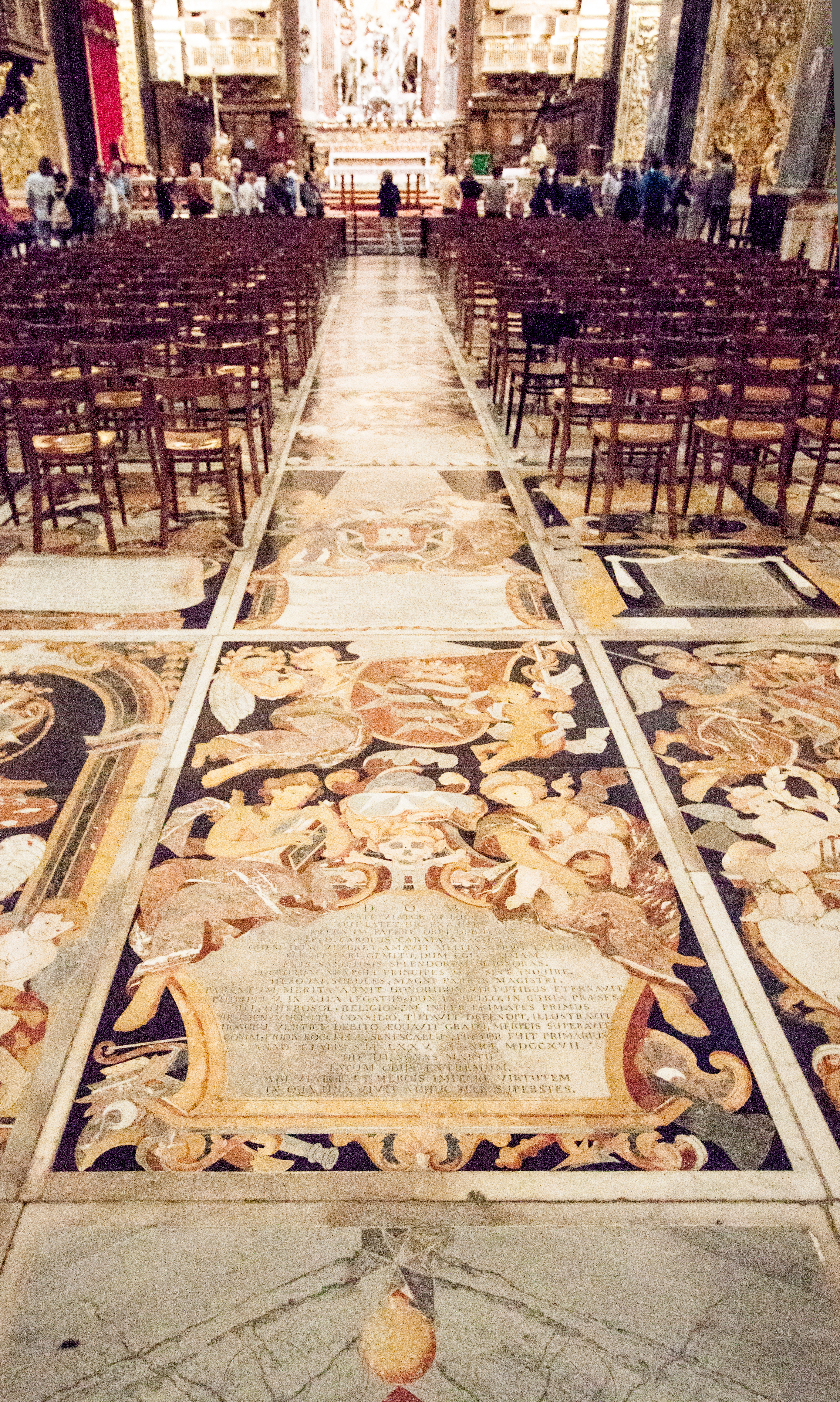
A márványpadlózat részlete sírokkal
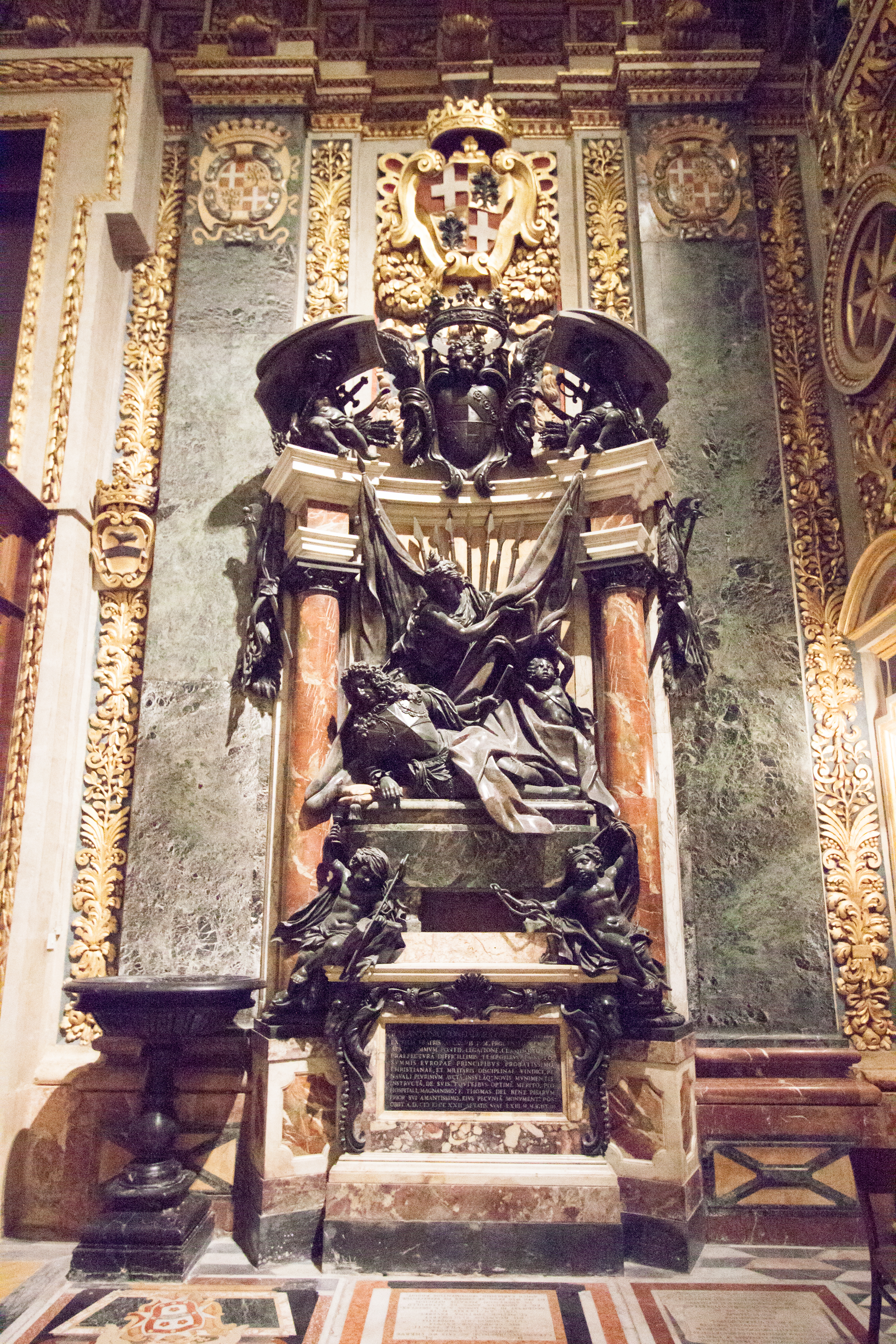
Emlékmű az egyik kápolnában
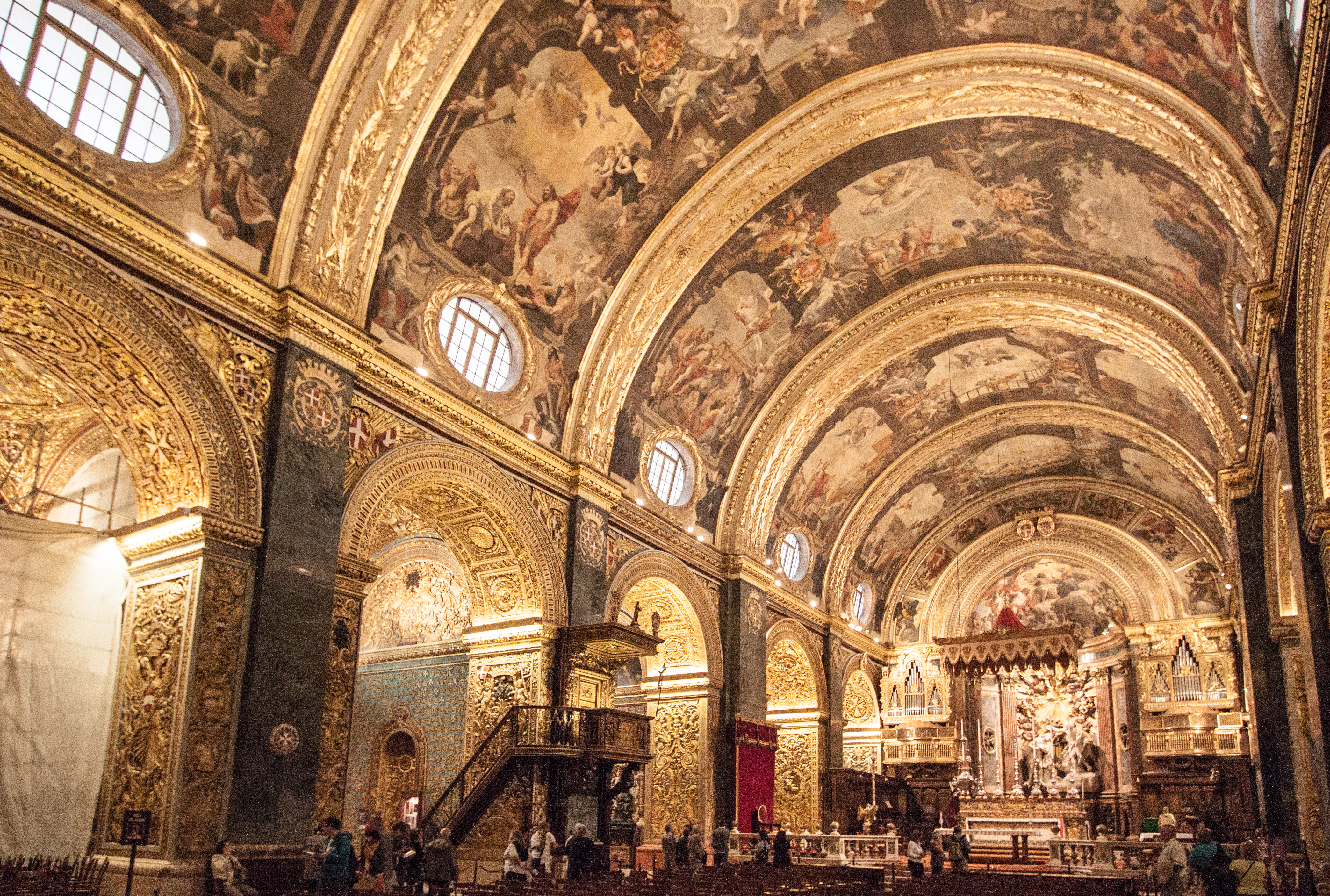
Átfogó kép a főhajóból

## Fordítás
- Ez a szócikk részben vagy egészben  a   St. John's Co-Cathedral című angol Wikipédia-szócikk ezen változatának fordításán alapul.  Az eredeti cikk szerkesztőit annak laptörténete sorolja fel. Ez a jelzés csupán a megfogalmazás eredetét és a szerzői jogokat jelzi, nem szolgál a cikkben szereplő információk forrásmegjelöléseként.